# Liste des chanceliers apostoliques

## Vice-chanceliers de la Sainte Église romaine (1187-1908)
- Moyses (1187–1191)
- Egidio Pierleoni (1191–1194)
- Cencio Camerario (1194–1198)
- Rainaldo di Acerenza (1198–1200)
- Biagio di Porto Torres (1200–1203)
- Giovanni da Ferentino (1203–1205)
- Giovanni Conti di Segni, chancelier (1205–1213)
- Rainaldo Magallona (1213–1214)
- Tommaso da Capua (1215–1216)
- Rainiero (1216–1219)
- Guillaume de Modène (1219–1222)
- Guido (1222–1226)
- Sinibaldo Fieschi (1226–1227)
- Martin de Sens (1227–1232)
- Bartolomeo (1232–1235)
- Guglielmo (1235–1238)
- Giacomo Boncampio (1239–1244)
- Marinus de Eboli (1244–1252)
- Guglielmo di Catadego (1252–1256)
- Rainaldo Maestro (1256–1257)
- Giordano Pironti (1257–1262)
- Michele di Tolosa (1262 – c.1271)
- Giovanni Leccacorno (1272–1273)
- Lanfranco di Bergamo (1273–1276)
- Pietro Peregrossi (1276–1288)
- Jean Lemoine (1288–1294)
- Giovanni Castrocoeli (1294–1295)
- Pietro Valeriano Duraguerra (1295–1296)
- Riccardo Petroni (1296–1300)
- Pietro Valeriano Duraguerra (à nouveau) (1300–1301)
- Papinianus della Rovere (1301 – c.1305)
- Pierre Arnaud de Puyanne, O.S.B. (1305–1306)
- Petrus de Podio (1306–1307)
- Arnaud Nouvel, O.Cist. (1306/1307-1317)
- Gauscelin de Jean (1317-1318)
- Pierre Le Tessier, C.R.S.A. (v. 1318-1325)
- Pierre Des Près (1325-1361)
- Pierre de Monteruc (1361-1378)
- Renoul de Monteruc (régent, 1378-1383)
- Francesco Moricotti Prignani Butillo (régent, 1383-1385; vice-chancelier, 1385-1394)
- Angelo Acciaiouli (1394-1408)
- Jean Allarmet de Brogny (pseudo-chancelier, 1391-1417; chancelier, 1417-1421)
- vacance (1426-1436)
- Jean de la Rochetaillée (1436-1437)
- Francesco Condulmer (1437-1453)
- vacance (1453-1457)
- Rodrigo de Borja y Borja (1457-1492)
- Ascanio Maria Sforza (1492-1505)
- Galeotto Franciotti della Rovere (1505-1507)
- Sisto Gara della Rovere (1507-1517)
- Giulio de' Medici (1517-1523)
- Pompeo Colonna (1524-1526)
- vacance (1526-1532)
- Ippolito de' Medici (1532-1535)
- Alessandro Farnese, iuniore (1535-1589)
- Alessandro Damasceni Peretti (1589-1623)
- Ludovico Ludovisi (1623-1632)
- Francesco Barberini, seniore (1632-1679)
- vacance (1679-1689)
- Pietro Ottoboni (1689-1740)
- Tommaso Ruffo (1740-1753)
- Girolamo Colonna di Sciarra (1753-1756)
- Alberico Archinto (1756-1758)
- Carlo Rezzonico, iuniore (1758-1763)
- Henry Benedict Mary Clement Stuart, duc de York (1763-1807)
- Francesco Carafa della Spina di Traetto (1807-1818)
- Giulio Maria della Somaglia (1818-1830)
- Tommaso Arezzo (1830-1833)
- Carlo Odescalchi (1833-1834)
- Carlo Maria Pedicini (1834-1843)
- Tommaso Bernetti (1844-1852)
- Luigi Amat di San Filippo e Sorso (1852-1878)
- Antonino Saverio De Luca (1878-1883)
- Teodolfo Mertel (1884-1899)
- Lucido Maria Parocchi (1899-1903)
- Antonio Agliardi (1903-1908)

## Chanceliers de la Sainte Église romaine (1908-1967)
- Antonio Agliardi (1908-1915)
- Ottavio Cagiano de Azevedo (1915-1927)
- Andreas Frühwirth, O.P. (1927-1933)
- Tommaso Pio Boggiani, O.P. (1933-1942)
- Celso Costantini (1954-1958)
- Santiago Luis Copello (1959-1967)